# Сафоновский (Волгоградская область)
Сафоновский — хутор в Урюпинском районе Волгоградской области России. Входит в состав Россошинского сельского поселения.

## История
Согласно алфавитному списку населённых мест Области Войска Донского 1915 года на хуторе Сафоновском, относящемуся к юрту станицы Тепикинской Хопёрского округа, имелось 25 дворов и проживало 159 человек (77 мужчин и 82 женщины). Земельный надел хутора составлял 851 десятину.

В 1921 году в составе Хопёрского округа включен в состав Царицынской губернии. По состоянию на 1928 год хутор являлся частью Россошинского сельсовета Урюпинского района Хопёрского округа (упразднён в 1930 году) Нижне-Волжского края (с 1934 года — Сталинградского края). В 1935 году передан в состав Добринского района Сталинградского края (с 1936 года Сталинградской области, с 1954 по 1957 год район входил в состав Балашовской области). В 1963 году в связи с упразднением Добринского района Сафоновский вновь перешёл в подчинение Урюпинского района.

## География
Хутор находится в северо-западной части Волгоградской области, в пределах Калачской возвышенности, на правом берегу реки Подсосинка (приток реки Хопёр), на расстоянии примерно 15 километров (по прямой) к юго-западу от города Урюпинск, административного центра района. Абсолютная высота — 88 метров над уровнем моря.
Часовой пояс
Хутор Сафоновский, как и вся Волгоградская область, находится в часовой зоне МСК (московское время). Смещение применяемого времени относительно UTC составляет +3:00.

## Население
| 2010 |
| ---- |
| 137  |

Гендерный состав
По данным Всероссийской переписи населения 2010 года в гендерной структуре населения мужчины составляли 49,6 %, женщины — соответственно 50,4 %.
Национальный состав
Согласно результатам переписи 2002 года, в национальной структуре населения русские составляли 99 %.

## Улицы
Уличная сеть хутора состоит из одной улицы (ул. Цветочная).